# Batalha de Amami-Ōshima
A Batalha de Amami-Ōshima, referido no Japão como Incidente do navio de espionagem no Mar Sudoeste de Kyūshū (九州南西海域工作船事件, kyūshū-nansei-kaiiki-kōsakusen-jiken), foi um confronto naval que durou 6 horas entre o Japão e a Coreia do Norte que foi travada perto da costa de Amami Ōshima, no Mar da China Oriental, no dia 22 de Dezembro de 2001.